# 特瓜島

特瓜島是瓦努阿圖的島嶼，位於利努瓦島以北的太平洋南部海域，屬於托雷斯群島的一部分，由托爾巴省負責管轄，面積30.7平方公里，最高點海拔高度300米，2009年人口58。